# Армянское лобби в США
Армя́нское ло́бби в США (англ. Armenian American Lobby) — этническое лобби в США, осуществляющее деятельность по защите интересов армянской диаспоры, Республики Армения и непризнанной Нагорно-Карабахской Республики. По мнению Збигнева Бжезинского, армянское лобби является одним из наиболее эффективных этнических лобби в Америке.

## История возникновения
В 1820 году в Османскую империю прибыли американские миссионеры. В качестве своей «целевой общины» они выбрали армян. Некоторые армяне уезжали для обучения в США и позже оседали там. В 1830 году был заключен первый коммерческий договор между Османской империей и США. Во время торговых операций в качестве «брокеров» американцы выбирали армян. Со временем их количество возросло, многие приняли гражданство США. С 1890 по 1900 год в Америку мигрировало примерно 12 000 армян. После этого в Америке стали активными армянские революционные партии.
Изначально армянская диаспора организовывалась вокруг политических партий, которые, в свою очередь, формировали религиозные и общественные организации.
Отсутствие членства в какой-либо армянской партии, ассоциации или обществе — обычно редкое явление среди представителей армянской диаспоры США. В конце 19 — начале XX века были основаны основные армянские партии:
1. В 1887 году в Женеве была основана Революционная партия Гнчакян. С 1905 года называется Социал-демократическая партия Гнчакян[5];
2. Армянская революционная федерация Дашнакцутюн — АРФД (движение основано в 1890 году в Тифлисе, с 1910 года — партия);
3. Армянская демократическая либеральная партия Рамкавар (основана в Египте в 1921 году);
4. Армянская прогрессивная лига (основана в США).

Идеологический и политический раскол между партиями усилился после провозглашения Республики Армения в 1918 году и после её оккупации в 1920 году. Возникло два лагеря. Дашнакцутюн выступала с антисоветских и антикоммунистических позиций. Остальные три партии по разным причинам выступали против АРФД в поддержку советской власти.
Этот раскол привёл и к трениям в церковной жизни диаспоры. Кульминацией стало убийство архиепископа Туряна во время церковной службы, осуществлённое членами АРФД в 1933 году. Убийство привело к разделению Армянской апостольской церкви: АРФД создала Армянскую национальную апостольскую церковь Америки (с 1957 года в подчинении Киликийского католикосата в Ливане), а 12 из 15 существующих апостольских церквей остались в подчинении католикосата Эчмиадзина, находящегося в Советской Армении. Раскол диаспоры привёл также и к расколу среди армянских общественных организаций.
Между тем, влияние на внутреннюю и внешнюю политику США стало важной частью жизни армянской диаспоры. До того как армяне сформировали своё политическое лобби, деятельность, связанную с армянскими вопросами, проводили люди, этнически не являвшиеся армянами. Это были религиозные, благотворительные, общественные организации, американская и британская миссия в регионе. Деятельность самих армян изначально была направлена на прекращение дальнейшей иммиграции армян, что было продиктовано опасениями за армянское присутствие в Старом Свете.
Осевшие в США армяне в короткий период достигли успеха в правозащитной деятельности. Первый проект резолюции, осуждающей насилие в Османской империи был подан в Сенат в 1894 году (См. Массовые убийства армян в 1894—1896 годах). В дальнейшем эта деятельность нарастала и достигла пика во время Первой мировой войны. По мнению историка А. С. Галстяна, первой армянской лоббистской организацией в США стал Американский комитет в поддержку независимости Армении, кампания по привлечению политической элиты в который была начата 17 мая 1915 года бостонским адвокатом В. Кардашяном. Это была очень влиятельная организация, в Высший совет которой вошли такие крупные американские чиновники, как вице-президент США Томас Р. Маршалл, государственный секретарь Роберт Лансинг, спикер Палаты представителей Дж. Кларк и член Верховного суда Чарльз Эванс Хьюз. Уже 21 марта 1916 года сенатор от штата Массачусетс Джон У. Уикс внёс в Конгресс «Акт ближневосточной помощи», который был принят и предусматривал следующее:
- Оказание гуманитарной помощи христианским народам Османской империи;
- Помощь армянам, евреям, грекам и ассирийцам, стремящимся перебраться на постоянное местожительство в США;
- Поддержка желания армянского и греческого народов по созданию независимых государств.

После геноцида в Турции армяне в США объединили свои усилия с другими организациями для предотвращения установления экономических и дипломатических связей между США и новой Турецкой Республикой. Этому благоприятствовал тот факт, что именно президент США Вудро Вильсон своим арбитражным решением от 22 ноября 1920 года определил границу между Арменией и Турцией. Однако в 1923 году был заключён Лозаннский мирный договор, который ликвидировал независимую Армению.
Проармянский «Американский Комитет против Лозаннского договора» (American Committee Opposed to the Lausanne Treaty), состоявший из членов Конгресса, духовенства, благотворительных организаций и американских армян, был организован с целью недопущения ратификации нормализации отношений с Турцией и достигнул в этом успеха в Сенате. В 1923 году США отклонили Лозаннский договор и утвердили арбитражное решение по Армении, принятое Вильсоном.
Однако в 1927 году Государственный департамент США, несмотря на сильную оппозицию, установил дипломатические отношения с Турцией путём обмена нотами и послами. Сенат одобрил эти действия только в 1928 году «постфактум».
Проармянская деятельность также была направлена на обеспечение иммиграции армян в США. В 1927 году был принят Иммиграционный Акт Джонсона-Рида, который устанавливал квоты на иммиграцию. Американские армяне и проармянские организации боролись за то, чтобы классифицировать армянских иммигрантов как беженцев, что позволило бы им въезжать в США на особых условиях. После Второй мировой войны «Американский национальный комитет по бездомным армянам» (American National Committee for Homeless Armenians — ANCHA) предпринимал аналогичные действия и помог 25 000 армянам иммигрировать в США несмотря на систему квот.
Помимо перечисленных методов политической деятельности, армяне также сформировали собственные группы влияния в Вашингтоне.
Дашнакцутюн ссылается на «Американский комитет в поддержку независимости Армении» (American Committee for the Independence of Armenia — ACIA), созданный в 1918 году, как на свою первую лоббистскую группу. Эта организация лоббировала интересы Армении, управляемой тогда правительством дашнаков. Существующий сейчас «Армянский национальный комитет Америки» (Armenian National Committee of America — ANCA) развился из ACIA в 1941 году. До 1972 года это была единственная лоббистская группа армян в США. В дальнейшем ситуация изменилась, что вероятно связано с увеличением в 1960-е годы числа влиятельных людей среди американских армян. В 1970 году армянами были прокурор штата Иллинойс, мэр города Вокегн, ряд учёных и профессоров университетов, а также некоторые чиновники.
В 1972 году влиятельные члены диаспоры, выступавшие против АРФД, организовали «Армянскую Ассамблею Америки» (Armenian Assembly of America — AAA). С этой целью была привлечена финансовая помощь состоятельных членов диаспоры на миллионы долларов. Основателями Ассамблеи считаются два профессора-армянского происхождения Университета Джорджа Вашингтона: Стивен Мугар (Stephen Mugar) и Хирайр Ховнанян (Hirair Hovnanian).
На данный момент эти две организации продолжают функционировать отдельно.

## Цели армянского лобби
Основными лоббистскими организациями армянской диаспоры в США (АНКА и ААА) декларируются следующие цели:
1. Признание геноцида армян 1915—1923 годов;
2. Обеспечение участия армянской диаспоры в политическом процессе;
3. Усиление связей США с Республикой Армения и Республикой Арцах;
4. Поддержка Республики Армении и Республики Арцах;
5. Влияние на внешнюю и внутреннюю политику США в интересах армянской диаспоры.

## Организационная структура и методы работы

### Структура
АНКА имеет более разветвлённую сеть представительств и офисов по сравнению с Армянской ассамблеей. Штаб-квартиры обеих организаций расположены в Вашингтоне, имеются офисы в Ереване.
АНКА представлен многочисленными местными офисами по всей территории США и двумя региональными офисами: Западным (Глендейл, Калифорния) и Восточным (Уотертаун, Массачусетс). АНКА заявляет о более чем 45 филиалах в 25 штатах США. Представительства АНКА также расположены во Франции, Италии, Британии и существует представитель в ЕС.
Армянская ассамблея помимо штаб-квартиры имеет региональный офис в Беверли-Хиллз, Калифорния. Эти два офиса отвечают за основную деятельность организации. Кроме того, в Кембридже находится небольшой офис, занимающийся проектом «Армянское дерево», а в Нью-Йорке — офис, занимающийся вопросами, связанными с ООН. Армянская ассамблея Америки насчитывает 10 000 членов и имеет годовой бюджет более 3,5 миллионов долларов.
Кроме того, обе организации создали институты и молодёжные программы, используют публикации. АНКА использует интернет-сайт, электронную почту, публикует ежемесячное издание «Закавказье: хронология». Также имеет тесные связи с газетами «Hairenik» и «Armenian weekly». Дашнакцутюн выпускает еженедельно «Azbarez». Армянская ассамблея применяет аналогичные способы для информирования заинтересованных лиц. На её сайте расположены ссылки на следующие издания: «Massis Weekly», «Armenian Liberty», «Snark New Agency» и «Armenian News»
В 1982 году в Кембридже был основан Институт Зоряна (англ. Zoryan Institute), который специализируется на изучении геноцида, диаспоры и Армении. Армянская Ассамблея в 1997 году основала Армянский национальный институт (Armenian National Institute) с целью более широкого освещения геноцида армян. Вместе с учёными по Холокосту институт работает над «Энциклопедией геноцида». Армянская Ассамблея наняла 4 влиятельные PR-компании, чтобы сохранять армянский вопрос в повестке дня США. Для мобилизации армянской молодёжи АНКА и АРФ поддерживают Федерацию армянской молодёжи, основанную в 1933 году. Федерация организует историческое образование, олимпиады между регионами, языковые курсы, политическую деятельность. Кроме того существует летний лагерь «Хайастан». В связи с процессом над Мурадом Топаляном со стороны властей прозвучали обвинения в том, что на территории армянского летнего лагеря в Массачусетсе проводилась подготовка к террористическим актам, осуществлялась демонстрация оружия и взрывчатки.

### Влияние на государственные органы
В 1995 году в Конгрессе США была создана двухпартийная группа конгрессменов по армянским вопросам — Армянский кокус (англ. Armenian Caucus). Её основали демократ Фрэнк Паллоне и республиканец Эдвард Портер. Впоследствии место Портера занял Джо Ноленберг. Группа работает в Палате представителей, инициируя рассмотрение армянских вопросов. Существует тесная корреляция между членством в группе и голосованием по поправке 907 в 1992 году, которая запрещала оказание помощи Азербайджану.
Армянский корпус весьма значителен. В результате выборов 2002 года в него вошли 125 конгрессменов. Затем его численность стала сокращаться. По итогам выборов 2007 года в нём состояли 113 конгрессменов. По результатам выборов 2014 года в Армянский корпус вошли 90 конгрессменов и сенаторов. Член Армянского кокуса Джон Керри был назначен Государственным секретарём США.
Кроме группы в Конгрессе есть ещё Армянский Совет в Демократической партии (англ. Armenian-American Democratic Leadership Council) и Армянский Совет в Республиканской партии (англ. Armenian-American Republican Council). На Капитолийском холме есть несколько ключевых лоббистов по армянским вопросам, самым известным из которых является Роберт Доул, бывший председатель Комитета Сената по финансам. Он занимался армянским вопросом на протяжении десятилетий и в 2001 году за это был удостоен награды АНКА. Также армянское лобби достигло успеха в привлечении сенатора Митча Макконнела, который возглавлял подкомитет по ассигнованиям на внешнеполитическую деятельность. За 5 лет американцы армянского происхождения пожертвовали Макконнелу и республиканской парторганизации его штата 200 тысяч долларов, также были пожертвования в адрес возглавляемого им комитета по переизбранию сенаторов-республиканцев. Главными задачами перечисленных групп являются:
1. Признание геноцида армян американским правительством;
2. Признание независимости и оказание помощи НКР;
3. Борьба за поправку 907 к Акту в поддержку свободы;
4. Оказание американской помощи Армении;
5. Блокирование сделок по вооружениям с Турцией;
6. Борьба против проекта Баку-Тбилиси-Джейхан;
7. Борьба против проекта Баку — Тбилиси — Карс.

## Признание геноцида армян
Признание властями США геноцида армян поначалу шло крайне медленно, так как Турция была союзником Штатов по блоку НАТО и Вашингтон в условиях холодной войны долгое время не желал портить отношения с Анкарой. Переломным моментом стало турецкое вторжение на Кипр 1974 года, в ответ на которое Конгресс США ввёл эмбарго на поставку оружия Турции. Армянское лобби незамедлительно воспользовалось этим. В 1975 году Конгресс США принял резолюцию, осудившую геноцид армян, а 17 апреля 1978 года в городке Монтебелло был открыт памятник жертвам геноцида армян. Однако вскоре президент США Джимми Картер отменил эмбарго на поставку американского оружия Турции. 11 апреля 1985 года сенатор Р. Доуэл внёс в Конгресс Резолюцию № 247 «О дне памяти жертв геноцида армян в Османской империи», но после того как Турция отозвала своего посла в США и пообещала отказаться от покупки 11 американских самолётов «Боинг» и от продления Соглашения о сотрудничестве в области обороны и экономики, спикер отозвал эту резолюцию. Это было большое поражение армянского лобби на федеральном уровне.
Однако армянское лобби в 1980-е годы достигло ряда успехов на уровне штатов. В 1982 году геноцид армян признали и осудили 9 штатов:
- Калифорния
- Массачусетс
- Нью-Джерси
- Род-Айленд
- Мэн
- Флорида
- Аризона
- Теннесси
- Юта

Распад СССР снизил значение Турции как военного союзника США. С другой стороны, теперь появилась независимая Армения, которая могла требовать признания геноцида армян на межгосударственном уровне. Перед президентскими выборами 1996 года армянское лобби поддержало кандидата от республиканцев Боба Доула, который получил от армянской общины значительную денежную помощь (например, Кирк Керкорян и Геворг Овнанян направили в фонд семьи Доул 4,5 млн долларов), а также ряд услуг. Однако победу одержал демократ Билл Клинтон, который был известен как лицо, не признающее геноцид армян и которому один Американо-турецкий альянс собрал 1,5 млн долларов.
Приход к власти республиканца Джорджа Буша-младшего не изменил ситуацию, так как новый президент изначально приоритетом рассматривал сохранение хороших отношений с Турцией. Например, когда в начале 2001 года (то есть ещё до терактов 11 сентября) в Конгресс была внесена резолюция № 596 о признании факта геноцида армян, то Джордж Буш направил спикеру письмо о нежелательности рассмотрения данного документа в связи с тем, что «Турция — важный союзник США». Просьба президента была удовлетворена. В октябре 2007 года в Конгресс была внесена новая резолюция о признании геноцида армян, но на неё поступило письмо от Джорджа Буша-младшего, вице-президента Дика Чейни и государственного секретаря Кондолизы Райс, в котором они просили не выносить резолюцию на обсуждение (причём Джордж Буш при этом выразил соболезнования страданиям армянского народа). Однако на этот раз комитет по иностранным делам Палаты представителей принял резолюцию, после чего Турция отозвала посла из Вашингтона и официально осудила этот документ. В итоге у армянского лобби сформировалось стойкое недоверие к кандидатам в президенты США, которые обещают признать геноцид армян, но не выполняют свои обещания. В 2012 году Армянский национальный комитет Америки заявил, что не поддержит на выборах ни Барака Обаму (он обещал признать геноцид армян на выборах 2008 года), ни его соперника Митта Ромни. Об отказе в поддержке обоим кандидатам заявил также президент Объединённого армянского фонда А. Сасунян.
И АНКА, и Армянская ассамблея заявляют своей главной целью признание геноцида армян. АНКА, кроме того, выдвигает территориальные претензии и требования о репарациях. С 1982 года обе лоббистские группы боролись за официальное признание геноцида армян и объявление 24 апреля Днём памяти его жертв.
Стратегией АНКА в признании геноцида является «работа снизу». Кроме продвижения этой идеи на Капитолийском холме АНКА проводит активную деятельность на уровне городов и штатов. На данный момент 49 из 50 штатов уже признали факт геноцида армянского народа. Работа по признанию ведётся и в других странах, чтобы таким образом повлиять на Соединенные Штаты. Отделения АНКА достигли успеха в оказании давления на Правительства таких стран как Франция, Италия, Великобритания, Греция, Бельгия, Ливан, Россия, Кипр, Канада и Аргентина, а также в международных организациях: ЕС, Европейский парламент, ООН. АНКА также пытается связать членство Турции в ЕС с её признанием геноцида и подвергает Израиль критике за его сотрудничество с Турцией.
Армянская ассамблея помимо лоббистской работы среди членов Конгресса ведёт работу по более широкому освещению вопроса геноцида. Сюда относится спонсирование Армянского национального института (АНИ). В 2000 году АНИ провёл конференцию «Армянский ответ на геноцид армян», в котором приняли участие учёные и члены Мемориального музея Холокоста. Также ведётся работа в правовой сфере по выплатам со стороны страховых компаний. Ассамблея лоббирует внесение в учебный курс публичных школ курса по геноциду армян, разработанного институтом. В 2000 году АНИ начала проект по строительству Музея геноцида армян, который откроется в центре Вашингтона до конца 2010 года.
Профессор Генри Барки в своей статье в The Washington Post, рассматривая проблему признания геноцида в Конгрессе, указывает, что большинство парламентариев, поддерживающих резолюцию, делают это не из моральных побуждений, а для того, чтобы получить дополнительные очки от хорошо организованного армянского лобби.
Резолюцию о признании факта геноцида армян поддерживают Ненси Пелоси — председатель (спикер) конгресса США и лидер демократического большинства Стени Хойер.
Признание факта геноцида иногда сопровождается попытками получения от турецкой стороны компенсации его жертвам. В 2000 году в Калифорнии, где проживает значительная армянская община, был принят закон, разрешающий штату рассматривать вопросы о выплате компенсации за страховые полисы, проданные армянами с 1915 года по 1923 год. На основании этого закона было вскоре инициировано судебное разбирательство "Мартин Мартунян против «Нью-Йорк Лайф Иншурэнс» (в этой компании был в том числе турецкий частный капитал), которое закончилось тем, что фирма-ответчик выплатила более 20 млн долларов.
31 декабря 2011 года конгрессмен от Калифорнии Э. Ройс представил в Конгресс США резолюцию № 306, которая призывала Турцию не только «уважать право христиан на вероисповедание», но и «вернуть экспроприированное церковное имущество армян, греков, ассирийцев и других христианских общин». Вскоре резолюция была принята и дала небольшой результат — 12 апреля 2012 года Турция вернула Армянской апостольской церкви церковь святого Киракоса в Диярбакыре в присутствии конгрессменов, инициировавших принятие резолюции № 306. Однако в дальнейшем попытки получить компенсацию за отнятое в ходе геноцида имущество столкнулись с неожиданным препятствием в лице президента США. Американские армяне, представляемые адвокатом И. Тимофеевым, подали иск в Верховный суд США против немецких страховых компаний по вопросу выплаты компенсаций от страховок, приобретённых предками истцов в Османской империи, но при поддержке президента США их требования были отклонены.

## Армянское лобби в карабахском конфликте
Ещё до начала открытого противостояния в карабахском конфликте влиятельными армянами проводилась работа по лоббированию интересов за границей. Например, Сергей Микоян (сын Анастаса Микояна) и Зорий Балаян открыто поддержали идею присоединения Нагорного Карабаха к Армении в интервью, которые они давали газетам армянской диаспоры в США. Абел Аганбегян высказался в подобном же духе на встрече с представителями армянской диаспоры во Франции.
Благодаря усилиям армянского лобби карабахскому конфликту в США уделялось большое внимание со стороны властей и средств массовой информации. В начале 1990-х годов хорошая организация и сила армянской диаспоры позволила сформировать на Западе образ Азербайджана как агрессора, в то время как Азербайджан не мог даже донести до западных СМИ свою точку зрения. Частично из-за этого США признали независимую Армению уже в декабре 1991 года, а Азербайджан только в феврале 1992 года.
Ещё одной целью деятельности армянского лобби является признание независимости НКР и оказание ей материальной помощи. В этом вопросе более активно себя ведёт АНКА. После того как Дашнакцутюн потерпела поражение на выборах в Армении в начале 1990-х годов, Нагорный Карабах стал оплотом этой партии. Помимо официальных путей в достижении независимости НКР, сообщается о поставках оружия и отправке членов диаспоры, связанных с АРФД, для вооружённой борьбы с Азербайджаном. Во время карабахского конфликта армянская диаспора отправила десятки миллионов долларов военной помощи Армении.
Больших успехов армянское лобби достигло в оказании материальной помощи Армении и НКР со стороны американского правительства. Толчком к началу такой помощи стало Спитакское землетрясение. В последующие годы со стороны американского правительства была оказана финансовая помощь на сотни миллионов долларов. В 2000 году финансовая помощь США Армении составила 102,4 миллиона долларов и в пересчёте на душу населения уступила только помощи Израилю. Причем в предыдущие годы размер помощи только нарастал на фоне общего сокращения помощи США.
Лоббирование интересов Нагорно-Карабахской республики осуществляется также созданной в 2012 году организацией «Американцы за Арцах», которая в том же году прислала туда своих наблюдателей на выборы.
О большом значении армянского лобби в карабахском конфликте говорит тот факт, что лоббистам удалось заблокировать назначение американского посла в Азербайджане. В 2010 году Барак Обама предложил Конгрессу на должность посла США в Азербайджане Мэтью Брайзу, который не нравился АНКА своими заявлениями проазербайджанского характера. В итоге кандидатуру Брайзы заблокировали в Конгрессе, но президент США назначил его временно исполняющим обязанности посла до следующих дебатов в Сенате. Однако на следующих слушаниях, прошедших 11 сентября 2011 года, кандидатура Брайзы была вновь заблокирована и Обама был вынужден отозвать его из Баку.

### Поправка 907
В 1992 году, с целью экономической поддержки бывших советских республик, в США был принят «Акт в поддержку свободы» (англ. Freedom Support Act). Сенатом США к акту была принята 907-я поправка, которая запрещала оказание помощи Азербайджану со стороны правительства США, до тех пор пока Азербайджан не прекратит блокаду и военные действия против Армении и Нагорного Карабаха. Согласно некоторым источникам, поправка была принята под давлением армянского лобби. По мнению Сванте Корнелла, являющегося почётным доктором Национальной академии наук Азербайджана, поправка игнорирует тот факт, что Армения сама осуществила эмбарго в отношении Нахичевани, отделенной от основной части Азербайджана, а закрытие границы с Арменией, по мнению авторов книги «Хрупкий мир», произошло из-за оккупации азербайджанских земель. Более того, по мнению Корнелла, использование термина «блокада» само по себе вводит в заблуждение — Армения имеет тесные экономические связи с Грузией и Ираном и данном случае больше подходит термин «эмбарго»[значимость факта?].
Успех в принятии Поправки был достигнут благодаря нескольким факторам: высокий уровень организации и лоббистских возможностей армянской диаспоры, её важность в парламентских и президентских выборах из-за высокой концентрации в ключевых штатах (например, Калифорнии), отсутствие чёткой политики правительства в отношении Закавказья на тот момент, чем и воспользовались армянские лоббисты (в США в это время не было даже посольства Азербайджана).
Томас Де Ваал называет принятие этой поправки «самой аномальной частью внешней политики». Она сильно ограничивала возможности США в отношениях с Азербайджаном и усложнила работу американских посредников по урегулированию карабахского конфликта. В своём письме главе Палаты Представителей в сентябре 1998 года Мадлен Олбрайт высказывала мнение: «Поправка 907 вредит национальным интересам США, подрывая их нейтралитет в урегулировании карабахского конфликта, их возможности в поддержке экономических и широких правовых реформ в Азербайджане, их усилия в развитии энергетического транспортного коридора Восток-Запад».
Вскоре после принятия поправки 907 началась борьба за её отмену. Попытки её отмены были в Сенате США в 1994 и 1995 годах, но они провалились. В 1998 году об отмене поправки просила сама государственный секретарь США Мадлен Олбрайт, но при голосовании лишь 182 конгрессмена проголосовали за отмену поправки, а за её сохранение высказался 231 конгрессмен. В 1999 году вопрос об отмене поправки был вынесен на голосование в комитете по международным делам, но поправка была сохранена. Тогда власти США пошли другим путём. В 1999 году Конгресс принял «Закон о стратегии шёлкового пути», который дал право президенту США приостанавливать действие поправки 907.
Только после 11 сентября 2001 года администрация Джорджа Буша добилась временной отмены поправки в связи с необходимостью сотрудничества с Азербайджаном в области безопасности. Президент просил Конгресс о полной отмене 907 поправки, но комитет по разведке 21 января 2002 года дал согласие только на предоставление главе государства права временное приостановление её действия до 31 декабря 2003 года. Уже 25 января 2002 года Джордж Буш приостановил действие поправки 907. Новая попытка отменить 907 поправку в 2010 году закончилась неудачей.

### Признание Нагорно-Карабахской республики
Международно-правовое признание Нагорно-Карабахской республики — одна из целей армянского лобби. Хотя на федеральном уровне это сделать не удалось, несколько штатов признали независимость этой республики:
- Род-Айленд (2012)
- Массачусетс (2012)
- Мэн (2013)
- Луизиана (2013)
- Калифорния (2014)

Кроме того, 12 ноября 1997 года в Вашингтоне было открыто постоянное представительство непризнанной Нагорно-Карабахской республики в США, которое было официально зарегистрировано Министерством юстиции США. Это представительство имеет официальный интернет-сайт и издаёт ежемесячный журнал «Арцах Ньюслеттер».

### Поддержка Нагорного Карабаха
В 1997 году по инициативе члена Армянского кокуса Дж. Радановича и вопреки протестам посла Азербайджана (а также президента США) Конгресс США включил Нагорно-Карабахскую республику в список стран, которые будут получать безвозмездную финансовую помощь от правительства США. Конгресс США выделил безвозмездную финансовую помощь Нагорному Карабаху на сумму в 25 млн долларов. В 2002 году объём безвозмездной помощи Нагорному Карабаху Конгресс увеличил до 30 млн долларов. В 2010 году США сократили объём помощи другим странам, причём Нагорному Карабаху было выделено только 10 млн долларов. Помощь Нагорному Карабаху также оказывает Агентство США по международному развитию, которое в 2010—2013 годах выделило непризнанной республике более 20 млн долларов. Республике оказывалась также моральная помощь. Например, на президентских выборах в Нагорном Карабахе в 2002 году (хотя власти США не признали голосование) присутствовала делегация конгрессменов и сенаторов из Армянского кокуса. После обострения нагорно-карабахского конфликта в июне 2012 года, 75 конгрессменов обратились с письмом в Государственный департамент США, в котором просили воплотить в жизнь 907 поправку. А конгрессмен Г. Берман заявил, что действия Азербайджана ставят под сомнения способность США убедить Баку соблюдать перемирие. В ответ на это «беспокойство Конгресса США» Государственный департамент принял решение об исключении Азербайджана из списка стран, которым в ближайшем будущем будет продана американская военная техника.

## Критика
Критика армянского лобби в США исходит главным образом со стороны Турции, Азербайджана и аффилированных с ними лиц.

Шведский учёный, почётный доктор Национальной академии наук Азербайджана, Сванте Корнелл в своей работе высказывает категоричную оценку роли армянского лобби в карабахском конфликте:

Соединённые Штаты продолжают своё вредное вмешательство в страшный конфликт между Арменией и Азербайджаном. В частности, их участие состоит в увеличении страданий миллиона азербайджанских беженцев и отдалению надежд на урегулирование… США наказывают проигравшую сторону и поощряют захватчика, оккупанта и очевидного победителя в войне. Разве в американских интересах запрещать нормальную гуманитарную помощь маленькой стране, которая хотя и не особенно демократична, но стремится к Западу и важна в обеспечении региональной стабильности и экономических перспектив? Армянская диаспора и её сторонники, возглавляемые бывшим сенатором Робертом Доулом не показывают это. 